# Phyllocnistis puyehuensis
Phyllocnistis puyehuensis là một loài bướm đêm thuộc họ Gracillariidae, known from Chile. Nó được đặt tên bởi D.R. Davis năm 1994.